# Mohammed Bin Zayidstadion
Het Mohammed Bin Zayidstadion is een sportstadion in Abu Dhabi in Verenigde Arabische Emiraten. Het stadion wordt vooral voor cricket en voetbal gebruikt en Al-Jazira Club is de vaste bespeler van het stadion.

## Internationale toernooien
In 2003 werd het stadion in gebruik genomen voor het Wereldkampioenschap voetbal onder 20 en had toen 15.000 plaatsen. In 2006 werd de capaciteit uitgebreid naar 24.000 en daarna naar de huidige capaciteit. In 2009 en 2010 was het stadion in gebruik voor het Wereldkampioenschap voetbal voor clubs. Op 6 december 2013 vond de finale van het Wereldkampioenschap voetbal onder 17 - 2013 plaats in dit stadion.
In 2019 zal dit een van de stadions zijn waar het Aziatisch kampioenschap voetbal gespeeld zal worden.